# لشکر ۱۰ زرهی (ایالات متحده آمریکا)
لشکر ۱۰ زرهی (انگلیسی: 10th Armored Division) لشکر زرهی نیروی زمینی ایالات متحده آمریکا است، که در سال ۱۹۴۲ تأسیس شد و در سال ۱۹۴۵ منحل گردید.
لشکر ۱۰ زرهی (با نام مستعار "لشکر ببر") یک لشکر زرهی ارتش ایالات متحده در جنگ جهانی دوم بود. در جبهه عملیات اروپا، لشکر ۱۰ زرهی بخشی از گروه دوازدهم ارتش ایالات متحده و گروه ششم ارتش ایالات متحده بود. این لشکر که در ابتدا به ارتش سوم ایالات متحده تحت فرماندهی ژنرال جرج پتن اختصاص داده شده بود، در نزدیکی پایان جنگ در کنار ارتش هفتم ایالات متحده تحت فرماندهی ژنرال الکساندر پچ وارد عمل شد.
لشکر دهم زرهی در ۱۳ اکتبر ۱۹۴۵ در کمپ پاتریک هنری، ویرجینیا غیرفعال شد. در ۲۵ فوریه ۱۹۵۳، این لشکر به ارتش منظم ایالات متحده آمریکا اختصاص داده شد اما غیرفعال ماند.